# Câini
Câini (Engels: Dogs) is een Roemeens-Frans-Bulgaars-Qatarese film uit 2016, geschreven en geregisseerd door Bogdan Mirică. De film ging op 15 mei in première op het Filmfestival van Cannes in de sectie Un certain regard.

## Verhaal
Roman is een stadsjongen die een stuk land geërfd heeft van zijn grootvader. Hij komt naar het platteland om het stuk grond te verkopen maar dat blijft niet zo gemakkelijk. Zijn grootvader was blijkbaar een lokale maffiabaas en Roman moet het opnemen tegen de overgebleven bendeleden onder leiding van Samir. Politieagent Hogas is ondertussen uit op wraak tegen de bende en zijn aartsvijand Samir.

## Rolverdeling
| Acteur              | Personage  |
| ------------------- | ---------- |
| Dragoș Bucur        | Roman      |
| Gheorghe Visu       | Hogaș      |
| Vlad Ivanov         | Samir      |
| Costel Cașcaval     | Pila       |
| Constantin Cojocaru | Nea Epure  |
| Raluca Aprodu       | Ilinca     |
| Cătălin Paraschiv   | Agent Ana  |
| Emilian Oprea       | Sebi Voicu |

## Prijzen en nominaties
De belangrijkste:
| Jaar | Prijs                     | Categorie                           | Genomineerde(n) | Uitslag  |
| ---- | ------------------------- | ----------------------------------- | --------------- | -------- |
| 2016 | Filmfestival van Cannes   | FIPRESCI Un certain regard          | Bogdan Mirică   | Gewonnen |
| 2016 | Filmfestival van Sarajevo | Hart van Sarajevo voor beste acteur | Gheorghe Visu   | Gewonnen |
| 2016 | Filmfestival van Sarajevo | Special Jury Mention                | Bogdan Mirică   | Gewonnen |